# Enric IX de Baviera
Enric IX de Baviera o Enric el Negre (1075 - desembre de 1126) fou un membre de la Casa de Welf que va ser duc de Baviera des 1120 a 1126.

## Família
Enric era el segon fill de Güelf I de Baviera i de Judit de Flandes. Es casà amb Wulfhilda amb qui tingué:
- Judit, casada amb Frederic II de Suàbia
- Conrad, mort el 17 de març de 1126
- Enric X de Baviera l'Orgullós o el Superb
- Welf VI, vicari imperial de Toscana
- Sofia, que es va casar amb el duc Bertold III de Zähringen i després amb Leopold d'Estíria el Fort
- Wulfhilda, casada amb Rodolf comte de Bregenz
- Matilde, casada amb el marcgravi Diepold IV de Vohburg i després amb Gebhard III, comte de Sulzbach
- Adalbert, abat de Corvey

## Biografia
Quan era jove, va administrar les propietats familiars al sud dels Alps. A través del seu matrimoni amb Wulfhilda, filla de Magnus, duc de Saxònia, va adquirir part de la propietat dels Billung a Saxònia.
En 1116, es va unir a la campanya italiana de l'emperador Enric V. Va succeir al seu germà Güelf II, duc de Baviera, quan aquest va morir sense fills el 1120.
En l'elecció reial de 1125, va fer costat al seu gendre Frederic II de Suàbia, però va canviar la seva lleialtat a Lotari de Saxònia (Lotari de Supplimburg, que fou emperador com a Lotari II o III), després que aquest darrer li va prometre que Gertrudis, la seva única filla i hereva, es casaria amb el fill d'Enric, anomenat també Enric.
Després que Lotari va guanyar les eleccions i va declarar fora de la llei a Frederic, el 1126, Enric IX va abdicar com duc de Baviera i es va retirar a la fundació de la família de l'Abadia de Weingarten per no haver de participar en la persecució del seu gendre. Enric va morir poc després i va ser enterrat a Weingarten. El va succeir el seu fill Enric X de Baviera l'Orgullós o el Superb.